# Chthonius heurtaultae
Chthonius heurtaultae är en spindeldjursart som beskrevs av Philippe Leclerc 1981. Chthonius heurtaultae ingår i släktet Chthonius och familjen käkklokrypare. Inga underarter finns listade i Catalogue of Life.